# Exodus (Roman)
Exodus ist der Titel eines 1958 erschienenen Romans des jüdisch-amerikanischen Schriftstellers Leon Uris um die Entstehungsgeschichte des Staates Israel.

## Geschichtlicher Hintergrund
Der Roman erschien erstmals im September 1958 in New York in englischer Sprache. Er basiert auf einer Reihe von Gesprächen des Schriftstellers mit dem israelischen Konsul in Los Angeles und einer längeren Israel-Reise, die Uris ihn Begleitung eines israelischen Diplomaten unternommen hatte. Ein eigens in die USA angereister weiterer Diplomat konnte das Manuskript gegenlesen und eigene Korrekturen am Text vornehmen. Das Buch wurde in über 50 Sprachen übersetzt. Die deutsche Ausgabe in einer Übersetzung von Hans Egon Gerlach wurde ebenfalls 1958 im Kindler-Verlag veröffentlicht.
Namensgebend war das Schiff Exodus 1947, mit dem 1947 über 4000 jüdische Flüchtlinge nach Palästina gelangen wollten. Der Name spielt aber auch auf das Buch Exodus an, das den Auszug der Israeliten unter der Führung von Moses aus Ägypten und die Rückkehr ins Gelobte Land beschreibt. Weitere historische Ereignisse, die in die Handlung des Romans miteingeflossen sind, sind die La-Spezia-Affäre, der Bombenanschlag auf das König David Hotel und der Gefängnisausbruch von Akko.
Uris orientiert sich in der Haupthandlung an dem tatsächlichen Geschichtsverlauf. Allerdings beansprucht er ein großes Maß an literarischer Freiheit. In Rückblenden wird anhand von Einzelschicksalen die Lage der Juden im besetzten Dänemark, im Deutschland nach Hitlers „Machtergreifung“, im Warschauer Ghetto und im Konzentrationslager Auschwitz beschrieben.

## Handlung
Die Handlung setzt im November 1946 ein und endet 1949 nach dem ersten israelisch-arabischen Krieg. 1946 sind in Britisch-Zypern jüdische Flüchtlinge in einem britischen Internierungslager untergebracht. Die Hauptpersonen des zeitgeschichtlichen Romans Ari Ben Kanaan und Kathrine Fremont, deren Liebesgeschichte erzählt wird, treffen hier aufeinander und der Leser erfährt die wichtigsten Details ihrer Vorgeschichte.
Im Verlauf der Handlung werden mehrere Nebenstränge aus der Vergangenheit verschiedener Akteure erzählt. So stammen der Vater und Onkel von Ari Ben Kanaan ursprünglich aus einem Schtetl aus dem ehemaligen russischen Kaiserreich. Sie stehen stellvertretend für viele Juden aus dieser Region, die aus Verzweiflung über die Judenpogrome in das gelobte Land geflüchtet sind und versuchten sich dort eine neue Existenz aufzubauen. Es wird außerdem erzählt, wie es Dov Landau und Karen Hansen Clement in den von den während der Naziherrschaft in Polen und Dänemark besetzten Länder erging. Dem Leser wird auf diese Weise in Grundzügen die Geschichte der europäischen Juden seit Ende des 19. Jahrhunderts vermittelt. Später wird das weitere Schicksal der Hauptpersonen vor dem Hintergrund der israelischen Staatsgründung geschildert.
Der Plan des Haupthelden Ari Ben Kanaan besteht darin, möglichst viele Flüchtlinge, darunter viele Waisenkinder, ins britische Mandatsgebiet Palästina zu bringen. Es gelingt ihm, das Schiff Exodus zu beschaffen und die Flüchtlinge gegen den Widerstand der englischen Bewacher an Bord und letztlich nach Palästina zu bringen. Diese Operation geschieht unter Aufsicht der Hagana.
Der dritte Teil des Buches spielt in Palästina, wo der Aufbau einer neuen Existenz und der Kampf gegen die britische Mandatsmacht und die Araber im Mittelpunkt der verschiedenen Handlungsstränge stehen.
Der vierte und fünfte Teil schildern die Gründung des Staates Israel am 14. Mai 1948 und Ereignisse aus dem darauf folgenden Krieg.

## Hauptfiguren
- Ari ben Kanaan, geboren und aufgewachsen in dem Kibbuz Yad El in der Chulaebene, wird zu einem der Hauptträger der israelischen Unabhängigkeitsbewegung. Im Zweiten Weltkrieg war er bei der Jüdischen Brigade. Er steckt maßgeblich hinter der Ausführung des dem Buch seinen Namen gebenden Schiffes von Zypern nach Israel mit mehreren Tausend Kindern an Bord. Als Mitarbeiter der Hagana entwickelt Ari Strategien, um die von den Briten festgelegten Einwanderungsquoten zu umgehen und möglichst viele jüdische Einwanderer in den neu zu gründenden Staat zu bringen. Seine Rolle ist der Person von Jossi Harel nachempfunden.
- Katherine „Kitty“ Fremont ist eine vor kurzem verwitwete Krankenschwester aus den USA, die Ari Ben Kanaan in Zypern kennenlernt. Kitty entwickelt eine mütterliche Beziehung zur jungen Karen Hansen-Clement (siehe unten). Diese Beziehung und ihre Zuneigung für Ben Kanaan führen dazu, dass sie sich an Israels Freiheitskampf beteiligt.
- Karen Hansen-Clement ist eine jugendliche Deutsche aus Köln, aufgewachsen in gutbürgerlichen Verhältnissen. Bei der Machtergreifung Hitlers wurde sie von ihren Eltern nach Dänemark geschickt und lebte dort eine Zeit lang bei den Hansens, ihren Pflegeeltern, bevor sie gemeinsam mit vielen anderen nach Schweden gesandt wurde, um dem Griff der deutschen Besatzer ein für alle mal zu entgehen. Beinah alle ihrer Familienangehörigen wurden in Konzentrationslagern umgebracht. Nachdem Israel ein unabhängiger Staat geworden ist, trifft Karen ihren Vater wieder. Doch dieses Wiedersehen wird für Karen zu einer erschütternden Erfahrung, da ihr Vater völlig gebrochen in einer Irrenanstalt lebt und sie nicht wiedererkennt. Gleichwohl behält sie ihr anmutiges Wesen, und in Zypern, wo sie zusammen mit anderen Displaced Persons in einem britischen Internierungslager untergebracht ist, beginnt eine Liebe zwischen ihr und Dov Landau, der das Warschauer Ghetto und Auschwitz überlebt hat.
- Dov Landau ist ein ruhiger, zurückgezogener Junge, der im Holocaust seine gesamte Familie verloren hat. Seine Erfahrungen im Ghetto Warschau und in Auschwitz haben ihn gelehrt, die Gunst des Augenblicks zu nutzen. Als geübter Fälscher entkommt er knapp dem Tod in der Gaskammer, als er dem Arzt, der die Auswahl durchführt, fünf Abgleiche seiner Unterschrift vorlegt und dieser nicht die richtige Unterschrift herausfinden kann. In Auschwitz war er dem Sonderkommando zugeteilt und musste Löcher für Massengräber sprengen, die Gaskammern reinigen und ihre Leichen entsorgen. Außerdem wurde er vom Wachstab sexuell missbraucht. Später schließt er sich einer jüdischen Terrorgruppe – den Makkabäern (Irgun) – an, die von Aris Onkel Akiba geleitet wird. Für die Makkabäer wendet er seine in Auschwitz erworbenen Sprengstoffkenntnisse an. Der einzige Mensch, für den er irgendwelche Gefühle aufbringt, ist Karen.
- Major Fred Caldwell ist ein antisemitisch angehauchter, britischer Major, der behauptet, nichts gegen die Juden zu haben, aber findet, dass sie „Unruhestifter“ seien. Er versucht zu verhindern, dass Juden nach Palästina gelangen. Behauptet, dass er einen Juden auf zwei Kilometer Entfernung erkennen könne. Dass Ari Jude ist, erkennt er jedoch nicht, als dieser ihm als britischer Offizier verkleidet einen gefälschten Befehl vorlegt.
- Bruce Sutherland ist ein britischer Militäroffizier (im Rang eines Brigadiers), dessen Mutter jüdisch war. Er wird in die Internierungslager nach Zypern versetzt und benutzt die in der britischen Aristokratie übliche formelle, steife Redeweise. Innerlich ist er gespalten zwischen seiner Zuneigung für die von ihm beaufsichtigten Juden und seinen Pflichten als Offizier der britischen Armee. Nicht zuletzt hat er bei der Befreiung von Bergen-Belsen Schreckliches gesehen. Nachdem es 300 Jugendlichen unter Führung von Ari ben Kanaan gelingt, nach Palästina zu fliehen, wird er entlassen. Er zieht nach Palästina und befreundet sich mit Ben Kanaan.
- Akiba Ben Kanaan ist Aris Onkel und Führer der örtlichen Makkabäer. Seine Rolle ist an Menachem Begin angelehnt. Aufgrund seiner terroristischen Tätigkeiten meidet Aris Familie den Umgang mit ihm. Ari wirft ihm vor, mit seinen Taten dem Zionismus zu schaden. Aris Vater Barak hat den Umgang mit Akiba vollständig abgebrochen und zählt ihn am Jom Kippur zu den Toten. Akibas Männer verüben den Bombenanschlag auf das King David Hotel, bei dem 91 Menschen getötet werden. Danach werden Akiba und Dov von den Briten gefasst. Anschließend werden sie von einem Tribunal zum Tod durch den Strang verurteilt und warten in einem Gefängnis in Akko auf ihre Hinrichtung. Daraufhin bieten Ari und seine Leute der Irgun die Zusammenarbeit an, um Akiba und Dov aus dem Gefängnis befreien zu können. Die Makkabäer misstrauen der Hagana anfänglich, doch beide Seiten entschließen sich letztendlich dazu, ihren Widerstand gegeneinander aufzugeben und zusammenzuarbeiten, weil sie der Ansicht sind, dass sie nur so eine Möglichkeit in dem bevorstehenden Arabisch-Israelischen Krieg hätten. Durch eine aufsehenerregende Befreiungsaktion, die auf den wirklichen Gefängnisausbruch von Akko zurückgreift, können Akiba und Dov tatsächlich befreit werden. Akiba wird auf der Flucht allerdings angeschossen und stirbt kurze Zeit später.
- Barak ben Kanaan ist Akibas Bruder. Die beiden flohen als Jugendliche wegen der Tötung eines judenfeindlichen Lehrers durch Akiba aus ihrem Heimatort in Russland zu Fuß über den Kaukasus ins britische Mandatsgebiet. Später wird er einer der Schlüsselleute, wenn es um rechtliche Verhandlungen um die Grundlage für die Errichtung des Staates Israel geht. So ist er bei der endgültigen Abstimmung für die Schaffung des Staates Israel der Vereinten Nationen am 29. November 1947 in Lake Success einer der Redner und Unterhändler.
- Taha ist der Muktar des arabischen Dorfes Abu Yesha, dem Nachbarort von Gan Dafna. Er ist ein langjähriger Freund von Ari und zusammen mit diesem aufgewachsen. Tahas Vater war ein Großgrundbesitzer, der Juden Land das Land für die Errichtung des Jugend-Kibbuz Gan Dafna schenkte und dem immer an einem friedlichen Zusammenleben zwischen Arabern und Juden gelegen war. Taha lässt trotz seiner Jugendfreundschaft mit Ari zu, dass sein Dorf auf Seiten der Araber in die Auseinandersetzung hineingezogen wird, was letztlich dazu führt, dass sein Dorf von den Juden erobert und zerstört wird. Er selbst wird hierbei ermordet.

## Reaktionen
In vielen Ländern des Ostblocks, u. a. in der DDR, stand der Roman auf dem Index der staatlichen Zensurbehörden. Einen historisch verlässlicheren Augenzeugenbericht von der Exodus 1947 lieferte Ruth Gruber in Die Irrfahrt der Exodus. Eine Augenzeugin berichtet.

## Verfilmung
Der Roman wurde 1960 von Otto Preminger mit Paul Newman in der Hauptrolle verfilmt. Leon Uris wirkte dabei selbst am Drehbuch mit (vgl. den Artikel Exodus).

## Ausgaben
- Exodus, New York, NY: Bantam books (Bantam books; 75c) 1958 (599 S.) / Garden City, NY: Doubleday, 1958 (626 S.)
- Exodus. Roman, Kindler, München 1958, Lizenzausgabe: Kaiser, Klagenfurt 1958; Eduard Kaiser München 1958.
- Exodus, Bantam Books, New York, NY 1986, ISBN 0-553-25847-8.
- Exodus, Heyne, München 1991: ISBN 3-453-05052-5; 1998: ISBN 3-453-13834-1; 14. Auflage 2014, ISBN 978-3-453-13834-6 (= Heyne-Bücher, Band 13834).